# Stanislav II. August Poniatowski
Stanisław August Poniatowski, jako král Stanislav II. (17. ledna 1732 Wołczyn, dnes v Brestské oblasti v Bělorusku – 12. února 1798 Petrohrad, Rusko), byl polský král v letech 1764–1795. Za jeho vlády došlo k postupnému rozdělení Polska mezi okolní mocnosti, až do jeho úplného zániku.
Narodil se do zámožné rodiny. Byl synem hraběte Stanislava Poniatowského a Konstancje Czartoryské. Do roku 1764 působil jako diplomat. V roce 1764 se souhlasem ruské imperátorky Kateřiny II. Veliké byl pomocí polského sněmu zvolen králem Polska. Jeho předchůdcem byl velkokníže litevský a saský kurfiřt August III. Polský. Rozhodující krizí Stanisławovy vlády byla barská konfederace, která vedla k prvnímu rozdělení Polska, ke kterému došlo v roce 1772.
Za svůj život měl celkem 3 děti (2 syny a 1 dceru). Zemřel 12. února roku 1798, dva a půl roku po své abdikaci. Příčinou smrti byla mrtvice. Jeho tělo bylo pohřbeno v kostele v Petrohradě. Od roku 1990 se jeho ostatky nachází v katedrále ve Varšavě.
Jedná se o jednu z nejkontroverznějších postav polské historie.

## Život

### Mládí
Narodil se 17. ledna roku 1732 ve Wołczynu. Byl čtvrtým synem princezny Czartoryské a hraběte Stanisława Poniatowského. Mezi jeho bratry patřili Kazimierz Poniatowski a Franciszek Poniatowski, který trpěl epilepsií a Aleksander Poniatowski, dále pak Andrzej Poniatowski a Michał Jerzy Poniatowski. Mezi jeho synovce patřil princ Józef Antoiny Poniatowski, který byl polským generálem a maršálem Francie. Prvních několik let svého dětství strávil Stanisław v polském městě Gdaňsk. Později se jeho rodiče přestěhovali do Varšavy. Zpočátku ho vzdělávala jeho matka, až pár let poté soukromí učitelé. V roce 1748 se vydal na svou první zahraniční cestu.

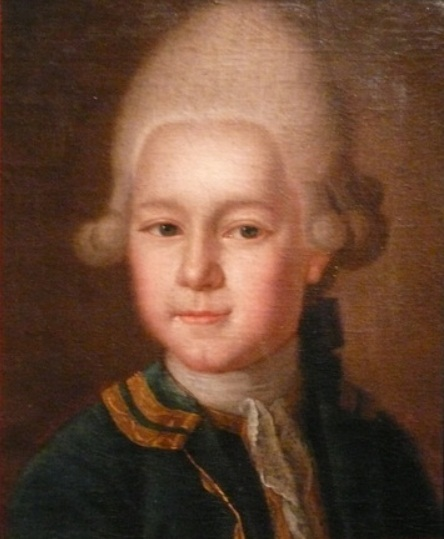
Stanisław ve věku 14 let

### Rodina
Stanisław se nikdy neoženil. V mládí se však zamiloval do své sestřenice Elżbiety Czartoryské, ale její otec August Aleksander Czartoryski s tím nesouhlasil, neboť si nemyslel, že je dostatečně zámožný.
Po svém nástupu na trůn se chtěl oženit s Kateřinou II. Velikou, avšak Kateřina prostřednictvím svého vyslance Rzewuskiho dala najevo, že si Stanisława nevezme.
Pár historiků věří, že o pár let později uzavřel tajný sňatek s Elżbietou Szydłowskou. Podle polské šlechtičny Wirydianny Fiszerowy se tato informace patrně rozšířila až po Stanisławově smrti.
Za svůj život měl Stanisław několik milenek, včetně Elżbiety Branické, která u něj pracovala jako poradce v oblasti politiky.

### Potomci
Z morganatického vztahu s dlouholetou milenkou Elżbietou Grabowskou vzešli dva synové a dcera
- Michał Grabowski (1773–1812), generál
- Izabela Grabowská (1778–1856)
- Stanislav Grabowski (1780–1845)

Podle všeho byl i skutečným otcem dcery carevny Kateřiny II., Anny Petrovny (1757–1759); uvažuje se dokonce i o jeho otcovství prvorozeného syna Kateřiny II., pozdějšího cara Pavla I. (1754–1801). S Magdalenou Agnieszkou Lubomirskou měl dceru Konstancii a syna Michala Cichockého.

## Vláda
Na polský trůn se Stanisław August dostal z vůle carevny Kateřiny II., jejímž oblíbencem (a snad i milencem) byl. Kateřina velmi dobře znala jeho mírnou povahu a viděla v něm povolný nástroj, s jehož pomocí bude možné posilovat ruský vliv v upadajícím polském státě. Stanisław se sice jako král snažil hájit zájmy země, ale k prosazení nutných reforem neměl ani autoritu, ani mocenskou základnu. Za jeho vlády proběhla všechna tři dělení Polska – po posledním z nich přestal stát úplně existovat. Stanisław August musel abdikovat (1795) a dožil v ruském exilu.

## Úmrtí
Stanisław zemřel 12. února roku 1798 v důsledku mrtvice. Byl pohřben 3. března v kostele sv. Kateřiny v Petrohradě. Roku 1938 plánoval Sovětský svaz tento kostel zbourat, a proto byly jeho ostatky přeneseny do kostela ve Wołczynu, kde se Stanisław narodil. V roce 1990 bylo kvůli špatnému stavu budovy kostela jeho tělo ještě jednou exhumováno a následně převezeno do Polska do katedrály sv. Jana Křtitele ve Varšavě.